# Cotton Club
För den svenska musikgruppen, se Cotton Club (musikgrupp).

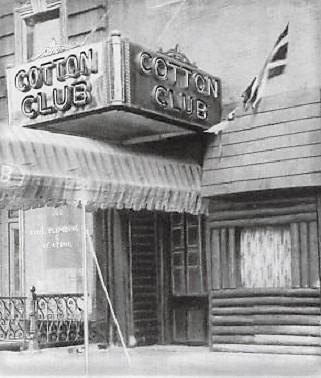
Entrén till Cotton Club 1930.

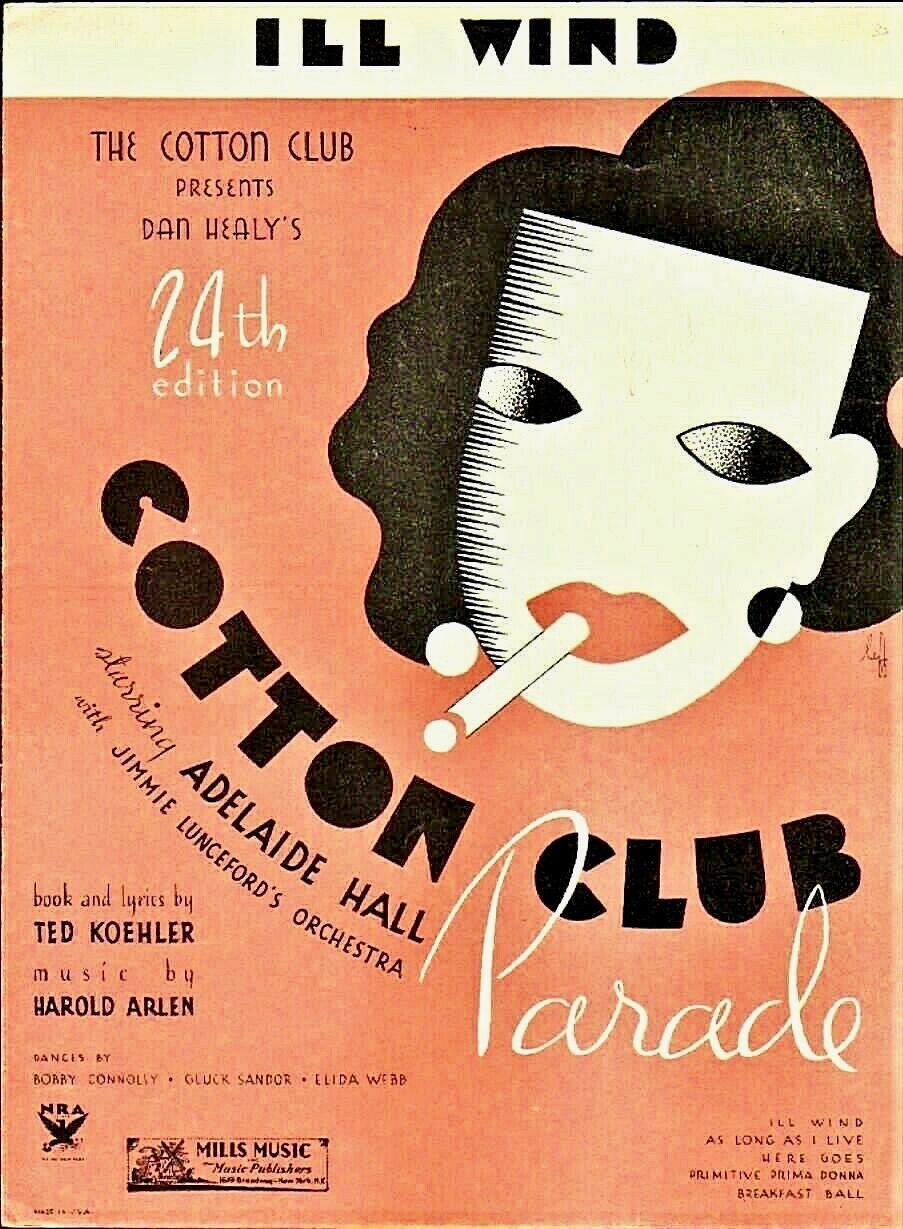
Omslag till nothäfte med "Ill Wind", en melodi från en revy på Cotton Club 1934.

Cotton Club var en av de mest berömda nattklubbarna i Harlem i New York under 1920- och 1930-talen. 
Cotton Club var ursprungligen belägen i hörnet av Lenox Avenue och 142th Street. Efter att under början av 1920-talet ha varit känt som "Club Deluxe" återöppnade etablissemanget i januari 1923 som "Cotton Club". Bakom rörelsen stod ett syndikat av bootleggers. Rörelsen stängdes tillfälligt 1925 för att ha överträtt spritförbudet men öppnade snart igen under ny ledning. 
Cotton Club var ursprungligen endast öppen för vit publik medan de uppträdande artisterna genomgående var svarta. Från och med 1930 tolererades dock även ett urval av kändare svarta gäster. Det första husbandet utgjordes av en orkester under ledning av Andy Preer. Sedan denna slutat 1927 föreslog en av författarna till etablissemangets revyer, Jimmy McHugh, att man i stället skulle anlita Duke Ellingtons orkester, vilken tidigare uppträtt på Kentucky Club. Ellington erhöll platsen, dock först sedan den då mer kände King Oliver tackat nej till densamma då han fann arvodet för lågt. Utöver Ellingtons orkester omfattade ensemblen på Cotton Club kända underhållare som Ethel Waters, Bill Robinson och Adelaide Hall.
Sedan Ellington 1930 lämnat klubben blev The Missourians dess nya husband. Ledningen av detta övertogs kort därefter av sångaren och underhållaren Cab Calloway, vilken fick sitt publika genombrott här. Calloways orkester efterträddes 1934 av Jimmie Luncefords. 
1936 flyttade Cotton Club till nya lokaler i hörnet av Broadway och 48th Street, nu åter med Calloway som ledare för husbandet. 1939 framträdde Louis Armstrong med sin orkester på klubben. Till följd av ekonomiska problem stängdes Cotton Club i juni 1940. 
Den klassiska Cotton Club-eran finns skildrad i filmen Cotton Club (1984) av Francis Ford Coppola.